# Alexander II. Zabinas

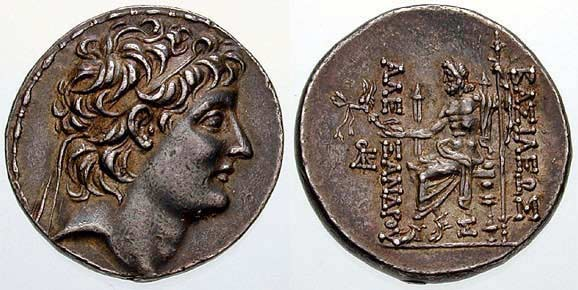
Münze Alexanders II.

Alexander II. Zabinas (altgriechisch Ἀλέξανδρος Ζαβίνας Aléxandros Zabínas; † 123 v. Chr.) war ein Gegenkönig im Seleukidenreich in den 120er Jahren v. Chr. 
Alexander, der Sohn eines Kaufmanns, wurde als junger Mann vom ägyptischen König Ptolemaios VIII. gegen Demetrios II. zum König des Seleukidenreiches erhoben. Ptolemaios, der sich zu dieser Zeit im Exil auf Zypern befand und einen Bürgerkrieg gegen seine Schwestergemahlin Kleopatra II. führte, gab ihn als Adoptivsohn des kurz zuvor im Kampf gegen die Parther gefallenen Antiochos VII. oder als Sohn Alexanders I. Balas aus.
Mit ägyptischer Unterstützung übernahm Alexander 129/128 v. Chr. die Macht in Antiocheia, Apameia und weiteren syrischen Städten. 125 v. Chr. besiegte er bei Damaskos Demetrios II., der wenig später ermordet wurde. Kurz darauf verlor Alexander jedoch die Unterstützung des Ptolemaios, der sich mit Kleopatra verständigt hatte. Er versuchte nun, seine Truppen mit Mitteln aus dem Tempelgut des Zeustempels von Antiocheia finanzieren, und wurde daraufhin aus der Stadt vertrieben. Alexander wurde auf der Flucht aufgegriffen und wohl 123 v. Chr. von Demetrios’ Sohn und Nachfolger Antiochos VIII. Grypos hingerichtet.